# Selce, Kroatien
Selce är en ort i Kroatien. Den ligger i länet Gorski kotar, i den centrala delen av landet, 120 km sydväst om huvudstaden Zagreb. Selce ligger 12 meter över havet och antalet invånare är 1 631.
Terrängen runt Selce är varierad. Havet är nära Selce åt sydväst. Runt Selce är det ganska glesbefolkat, med 39 invånare per kvadratkilometer. Närmaste större samhälle är Crikvenica, 3,2 km nordväst om Selce. Omgivningarna runt Selce är en mosaik av jordbruksmark och naturlig växtlighet.
I juli 2012 drabbades området av skogsbränder.